# Jicchak Hirš Weiss
Jicchak Hirš Weiss, též německy Isaak (Eisik) Hirsch Weiss (hebrejsky יצחק הירש ווייס‎, 9. února 1815, Velké Meziříčí – 1. června 1905, Vídeň) byl rakouský talmudista a literární historik z Moravy.
Po základním vzdělání v hebrejštině a znalostech talmudu v různých chadarim v rodném Velkém Meziříčí vstoupil v osmi letech do ješivy Moše Aharona Tichlera (založené v roce 1822), kde se 5 let věnoval studiu talmudu. Poté se dále vzdělával doma s lektorem a v ješivy v Třebíči, pod vedením rabína Chajima Josef ben Šabtaje a v tehdy uherském Eisenstadtu u Jicchaka Moše Perlese. V roce 1837 se vrátil do svého rodného města.